# District de Tianhe
Pour les articles homonymes, voir Tianhe.
Le district de Tianhe (天河区 ; pinyin : Tiānhé Qū) fait partie de la ville sous-provinciale de Guangzhou, et se trouve à l'est du centre historique de la ville. Le district s'est considérablement développé à partir des années 1980-1990. C'est aujourd'hui un grand centre d'affaires avec de nombreux gratte-ciel, et une gare importante, la gare de l'Est de Canton, d'où partent les trains rapides pour Shenzhen.
L'histoire :
Il y a environ trois mille à quatre mille ans, il y avait des personnes se sont installées dans le district de Tianhe Dans le district de Tianhe, dynastie des Han de l'Est (25-220 apr. J.-C.) tombes ont été découvertes. Au cours de la dynastie des Song du Nord (960-1127 apr. J.-C.) Et la dynastie des Song du Sud (1127-1279 apr. J.-C.), la région de Tianhe a été appelé Da shui xu (littéralement signifie ville de grande rivière)

### Liens externes

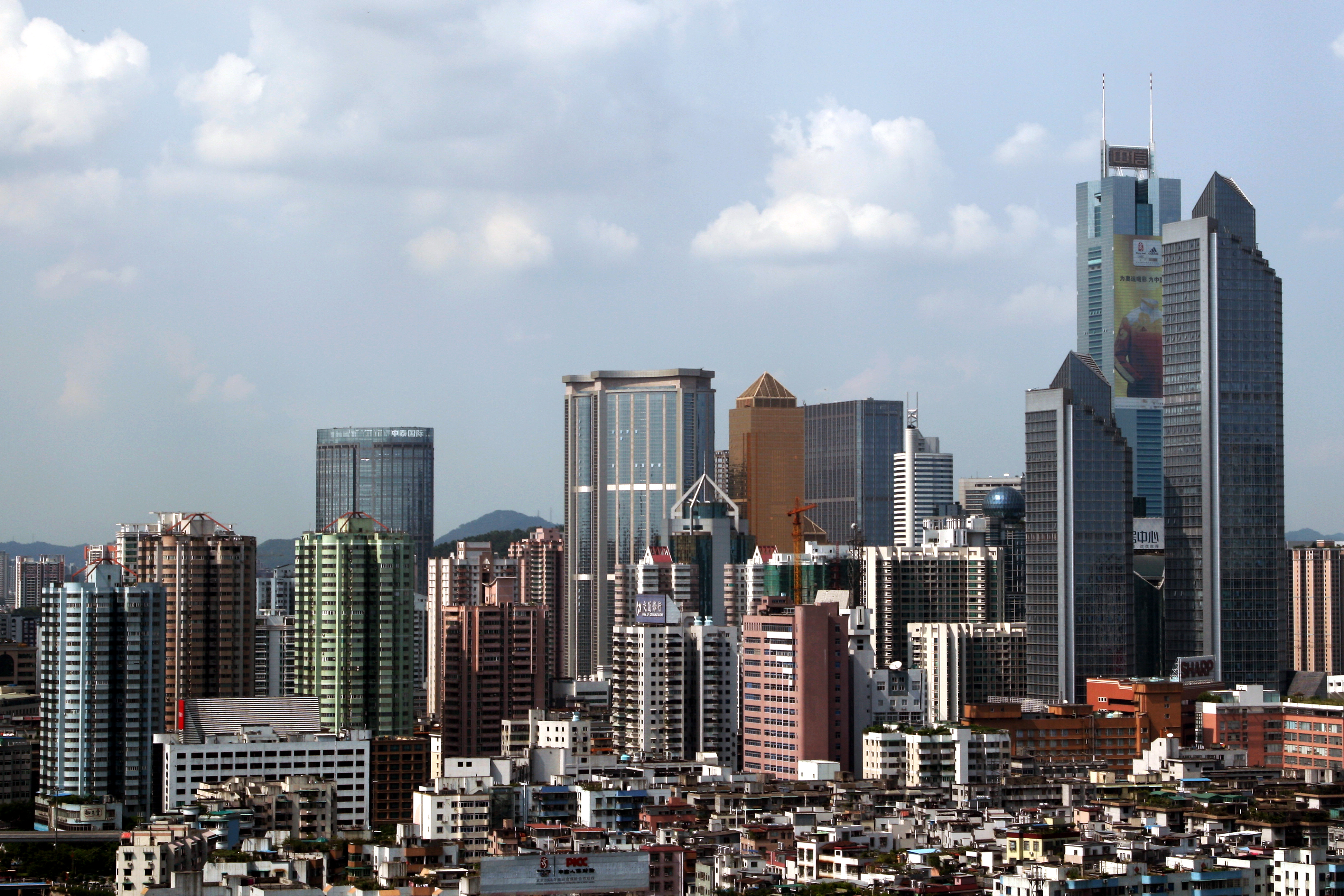